# Karanis
Karanis (greco: Καρανίς) era una città agricola dell'Egitto greco-romano, situata all'angolo nord-orientale del Faiyum (odierno Kom Aushim).. "Era una delle molte città fondata nel nome di Arsinoite durante il regno di Tolomeo II, durante il progetto di creare colonie di mercenari greci tra gli indigeni egizi, sfruttando il potenzialmente fertile bacino del Fayum".

## Tempio meridionale
Le più antiche origini sono quelle del tempio meridionale, e risalgono al I secolo a.C. È da questo punto che la città si espanse a nord quando Augusto, conquistato l'Egitto e riconosciuto il potenziale agricolo del Fayum, inviò operai a pulire i canali e restaurare le dighe cadute in declino, rinnovando la produttività dalla zona. Un tempio in stile romano fu costruito sopra le fondamenta del vecchio tempio all'inizio del I secolo d.C. Durante questa ricostruzione fu edificato anche un piccolo tempio settentrionale in puro stile egizio. Il tempio meridionale fu dedicato agli dei coccodrillo locali, Pnepheros e Petesouchos, mentre per quello settentrionale non è mai stata rinvenuta nessuna dedica.

## Condizioni della città
Le città del Fayum furono colonizzate da veterani romani dopo che Augusto ebbe conquistato l'Egitto, anche se i pochi papiri latini trovati a Karanis (solo due) ed i numerosi papiri greci che trattavano di questi veterani fanno pensare che questi nuovi soldati potessero essere greci piuttosto che romani, o almeno originari dell'impero romano d'oriente. "La pace e la stabilità politica garantite da Augusto, e mantenute vive dai suoi successori, portarono prosperità per generazioni di proprietari terrieri a Karanis, fino al II secolo. Alla fine del II secolo, e poi di nuovo a metà del II secolo, vi furono le gravi recessioni che colpirono l'impero nella sua interezza”, Le case crollarono alla fine del II secolo, e la città fu completamente abbandonata all'inizio del V secolo. Le condizioni aride in cui fu lasciata Karanis hanno facilitato la conservazione dei papiri, ed è per questo che Karanis è così ben conosciuta dagli archeologi.

## Papiri

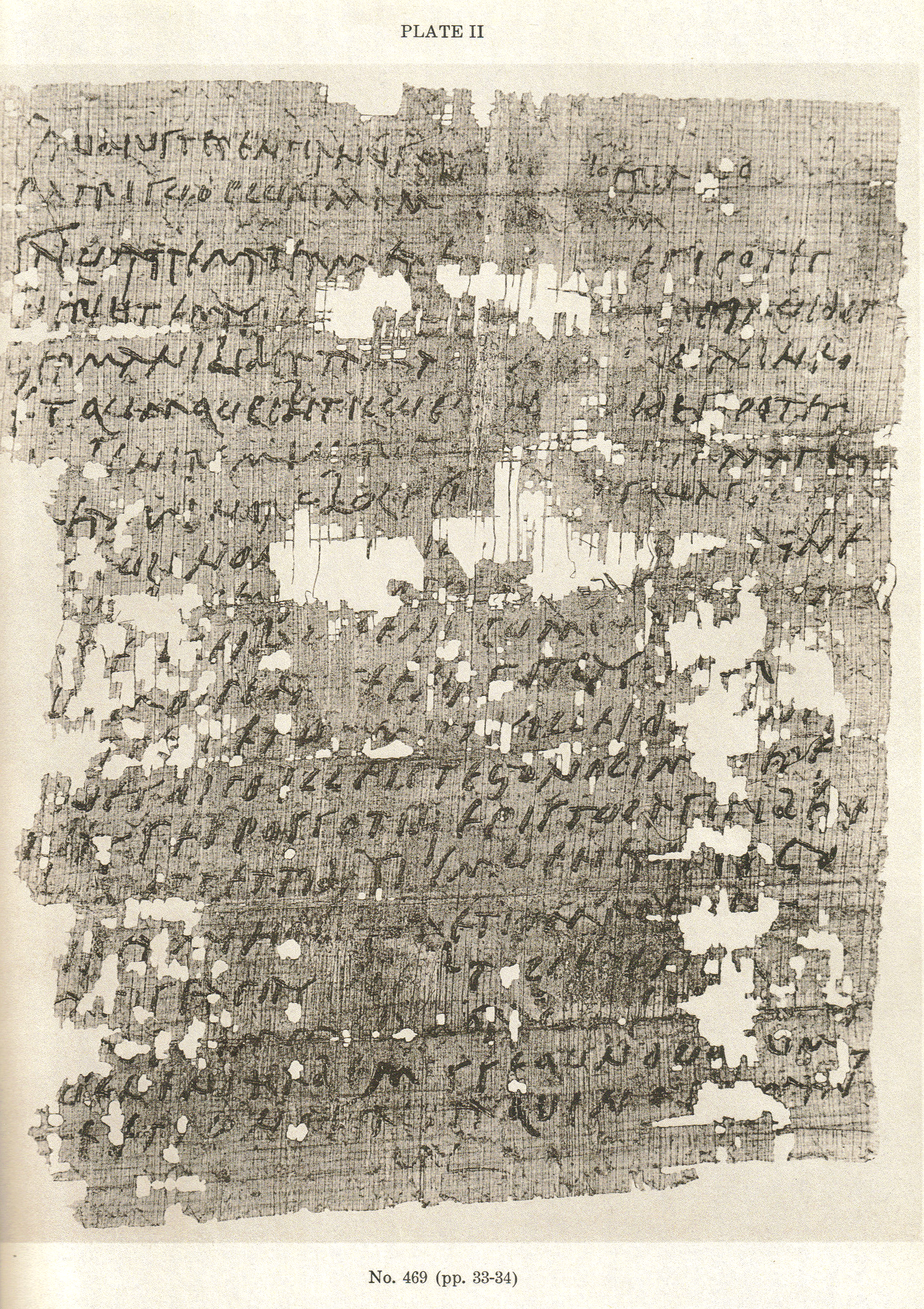
Lettera di Terenzio a Tiberio, in cui Tiberio concede il titolo militare di speculator (in latino)

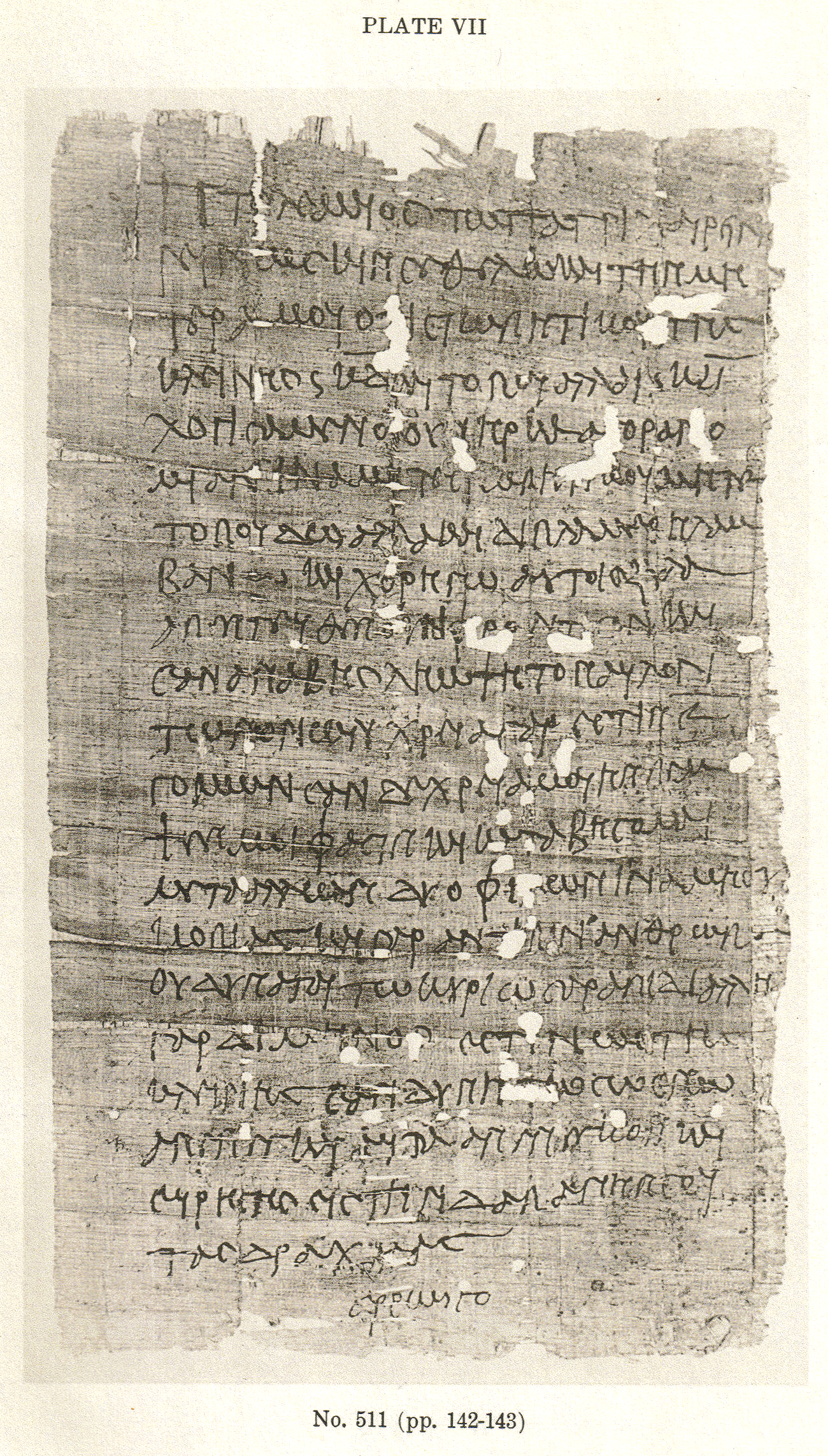
Lettera di Prolemaeus, in cui "fa riferimento ad un banchetto cerimoniale in onore di Sarapis" (in greco)

I papiri scavati sono storicamente importanti per il fatto che provengono dallo stesso luogo e risalgono allo stesso periodo, datandosi tutti tra il regno di Diocleziano ed il 380. Inoltre, essendo Karanis una città povera, documenti ed artefatti scavati "[forniscono] un microcosmo della vita vissuta dalla gente comune in Egitto durante il dominio greco-romano", e fornisce prove delle relazioni tra Egitto e impero romano. I papiri contengono numerose registrazioni fiscali, che rappresentano il metodo tramite il quale gli archeologi hanno capito che Karanis ed i suoi veterani erano quasi tutti poveri, agricoltori autosufficienti che non avevano molti contatti con le altre città della regione.

### Scavi archeologici
Gli scavi sono stati estremamente problematici. A cavallo tra XIX e XX secolo gli agricoltori "ottennero il permesso di rimuovere la terra dalla collina di Karanis per poterla usare come fertilizzante (sebakh)”, dato che la decomposizione della materia organica rendeva questo terreno molto ricco.

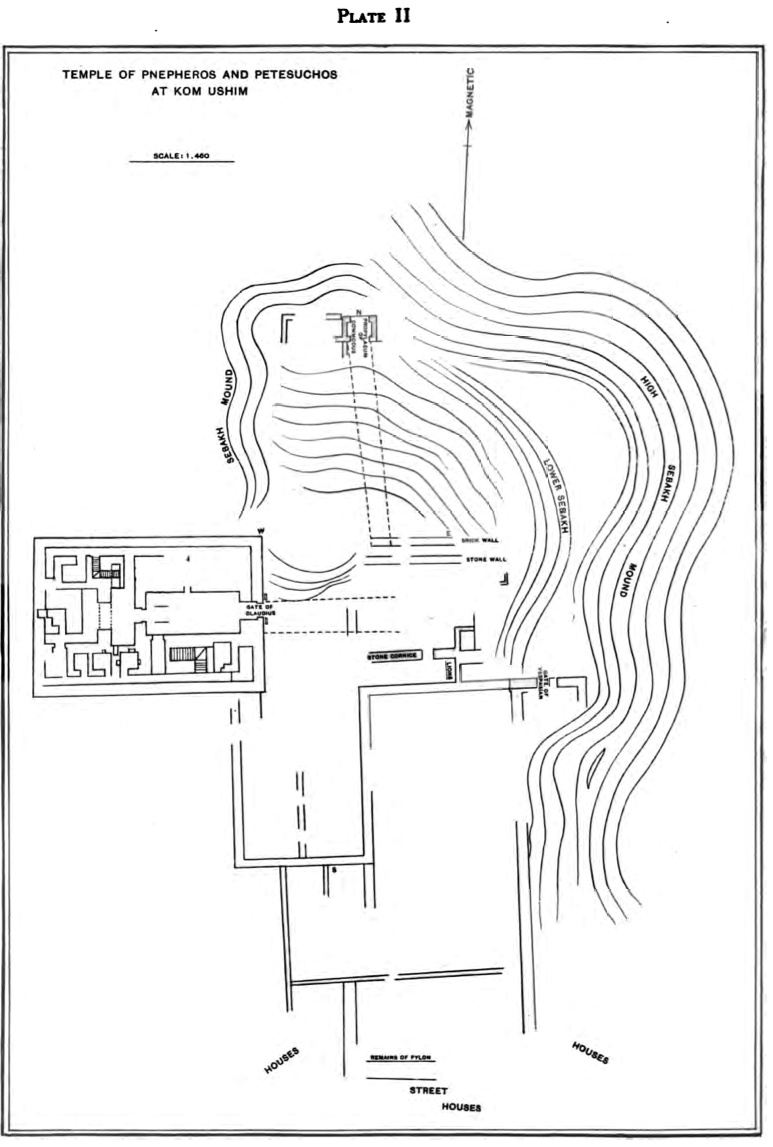
Disegno del tempio meridionale tratto dai documenti degli scavi del tempio stesso effettuati da Grenfell-Hunt nel 1895. Non avendo trovato papiri o altre prove del tempo dei faraoni, Grenfell e Hunt si spostarono in altre zone del Fayum.

Il primo vero scavo avvenne nel 1895 per mano degli inglesi Bernard Pyne Grenfell e Arthur Surridge Hunt, convinti che l'area fosse stata troppo saccheggiata per poter fornire altro materiale interessante. In quel periodo l'archeologia non era vista come un metodo per ricercare la conoscenza, e papiri ed altri artefatti erano trattati solo come oggetti per collezionisti. Sempre in questo periodo (ovvero tra XIX e XX secolo) gli archeologi erano interessato quasi esclusivamente agli artefatti delle dinastie più antiche, ed i siti greco-romano come Karanis venivano continuamente saccheggiati in cerca di sebbakh finché Francis W. Kelsey, professore di latino e letteratura della University of Michigan, osservò la devastazione ed ottenne nel 1924 il diritto di cercare un sito da scavare. Iniziò gli scavi di Karanis nel 1925, con l'obiettivo di "aumentare la conoscenza piuttosto che l'aumento delle collezioni", ponendo il focus sulla gente comune. I papiri raccolti fanno ora parte della collezione dell'università del Michigan. scavi più recenti sono stati effettuati dall'università di Il Cairo, dal French Institute, e negli ultimi anni da una collaborazione di UCLA e università di Groningen (RUG) dei Paesi Bassi.